# Ogmoderidius posthumeralis
Ogmoderidius posthumeralis là một loài bọ cánh cứng trong họ Cerambycidae.